# Pierre Villard
Pour les articles homonymes, voir Pierre Villard (homonymie) et Villard.
Pierre Villard, né le 2 juillet 1893 à Bayon (Meurthe-et-Moselle) et mort pour la France le 28 juin 1918 à Ambleny (Aisne), est un catholique et militant de l'Action française.

## Biographie
Pierre Villard fait ses études à Saint-Sigisbert avant d'engager des études de philosophie à la faculté de Lettres de Nancy. Plus tard, il s'inscrit à la Sorbonne.
Avant la Grande guerre, il est secrétaire adjoint des Étudiants d'Action française de Paris.
Lors de la Première Guerre mondiale, il est nommé caporal au 26e régiment d'infanterie.
Charles Maurras le rencontre une unique fois tout comme Jacques Maritain. Alors qu'il est en convalescence à Nice, il écrit une longue lettre à Jacques Maritain dans laquelle il explique « le désarroi d'une âme en quête de vérité et d'absolu ». Le 21 avril 1917, il le rencontre de passage à Paris.
Il meurt pour la France le 28 juin 1918 à Verdun touché par un éclat d'obus. Il est inhumé au cimetière du Faubourg Pavé. À sa mort, il lègue la moitié de sa fortune à Charles Maurras « qui se fit un devoir d'assister à l'inhumation, à Verdun du corps de son ami ramené de l'Aisne, en 1921 ». Maurras affecte cinquante mille francs germinal du legs de Pierre Villard à la création de la Revue universelle à laquelle se joint Jacques Maritain,.
Charles Maurras évoque son don dans Tombeaux et La Contre-Révolution spontanée.